# José de Valdivielso
José de Valdivielso (Toledo, 1560 circa – Madrid, 1638) è stato un poeta e drammaturgo spagnolo, appartenente al cosiddetto Siglo de oro e amico di Lope de Vega.
Dotata di vena sacra e canonica, la sua poesia fu caratterizzata da un gustoso tono popolare ed espressa con metri particolari, brevi e concisi, come si può vedere nel Romancero spirituale del Santissimo Sacramento (Romancero espiritual del Santísimo Sacramento) del 1612. Scrisse molte opere teatrali, quasi tutte di argomento sacro. Tra le più famose spiccano Il Pellegrino (El peregrino) e Il figliol prodigo (El hijo pródigo).